# Konsulat Generalny Rzeczypospolitej Polskiej w Lyonie
Konsulat Generalny Rzeczypospolitej Polskiej w Lyonie (fr. Consulat Général de Pologne a Lyon) – polska misja konsularna w Lyonie w Republice Francuskiej.

## Historia
Placówka istniała już w latach 1919–1939, potem odtworzono ją w 1946.

## Kierownicy placówki
- 1921–1924 – Jan Rzewuski, kons.
- 1924–1925 – dr Józef Włodek, kons.
- 1925–1931 – Piotr Kluczyński, kons.
- 1931 – dr Adam Mikucki, kons.
- 1931–1934 – Jan Karczewski, kons.
- 1934–1936 – Wacław Czosnowski, kons.
- 1937–1940 – Władysław Mierzyński, kons.[9]
- 1946 – Rudolf Larysz
- Mieczysław Majewski[10]
- ok. 1980 – Jerzy Surmaczyński[11]
- 1991–1996 – Sławomir Czarlewski[12]
- 1997–2001 – Roman Jankowiak
- 2001–2004 – Marek Majewski
- 2004–2009 – Piotr Adamiuk
- 2009–2013 – Wojciech Tyciński
- 2013–2015 – Dariusz Wiśniewski
- 2016–2020 – Joanna Kozińska-Frybes
- 2020–2024 – Hubert Czerniuk
- od sierpnia 2024 – Robert Drzazga

## Struktura placówki
- Referat ds. Prawnych i Ruchu osobowego
- Referat ds. administracyjno-finansowych
- Dział Polonii i promocji kultury

## Okręg konsularny
Okręg konsularny Konsulatu Generalnego RP w Lyonie obejmuje 53 departamenty głównie centralnej i południowej Francji:

- Ain
- Creuse
- Puy-de-Dôme
- Allier
- Dordogne
- Pireneje Atlantyckie
- Alpy Górnej Prowansji
- Alpy Wysokie
- Drôme
- Pireneje Wschodnie
- Alpy Nadmorskie
- Gard
- Rodan
- Ardèche
- Górna Garonna
- Górna Saona
- Ariège
- Gers
- Saona i Loara
- Aude
- Żyronda
- Sabaudia
- Aveyron
- Hérault
- Górna Sabaudia
- Delta Rodanu
- Isère
- Deux-Sèvres
- Cantal
- Jura
- Tarn
- Charente
- Landy
- Tarn i Garonna
- Charente-Maritime
- Loara
- Var
- Cher
- Górna Loara
- Vaucluse
- Corrèze
- Lot
- Vienne
- Korsyka Południowa
- Lot i Garonna
- Haute-Vienne
- Górna Korsyka
- Lozère
- Territoire de Belfort
- Côte-d’Or
- Nièvre

Pozostała część Francji jest w gestii Wydziału Konsularnego Ambasady RP w Paryżu.